# CDV Software Entertainment
CDV Software Entertainment AG is een Duitse uitgever van computerspellen, voornamelijk in het real-time strategy genre. Het is opgericht in 1989 en staat sinds april 2000 genoteerd aan de Frankfurter Wertpapierbörse. Het hoofdkantoor bevindt zich in Bruchsal en het heeft ook een vestiging in Cary, North Carolina, Verenigde Staten. Het heeft ook enkele spellen ontwikkeld, zoals de Lula spellen.

## Spellen
Hieronder volgt een alfabetisch overzicht van de spellen die door CDV Software Entertainment AG zijn ontwikkeld of uitgegeven:
- Airborne Assault: Red Devils Over Arnhem
- Alien Shooter 2
- American Conquest
- American Conquest: Divided Nation
- American Conquest: Fight Back
- Baryon
- Blitzkrieg
- Blitzkrieg: Burning Horizon
- Blitzkrieg: Rolling Thunder
- Blitzkrieg 2
- Blitzkrieg Anthology
- Breed
- Caveland
- City Life
- Codename: Panzers - Phase One
- Codename: Panzers - Phase Two
- Codename: Panzers - Platinum
- Combat Mission: Beyond Overlord
- Combat Mission 2: Barbarossa to Berlin
- Combat Mission 3: Afrika Korps
- Cossacks: Back to War

- Cossacks: European Wars
- Cossacks: The Art of War
- Cossacks II: Napoleonic Wars
- Darkstar One
- Days of Oblivion
- Days of Oblivion II: The Frozen Eternity
- Divine Divinity
- Evolution GT
- Glory of the Roman Empire
- GROM: Terror in Tibet
- Hammer & Sickle
- Heaven & Hell
- Incoming: The Final Conflict
- Jurassic War
- Lula 3D
- Lula Flipper
- Lula Virtual Babe
- Lula: The Sexy Empire
- The Mystery of the Druids
- Neocron

- Night Watch (Noord-Amerika)
- No Man's Land: Fight for your Rights!
- Panzer Tactics DS
- Project Nomads
- Pulleralarm
- Strip-Poker
- Sudden Strike
- Sudden Strike Anthology
- Sudden Strike II
- Sudden Strike: Forever
- UberSoldier
- WarFront: Turning Point
- Wargamer's Choice: Strategy Six Pack
- Wet Attack: The Empire Cums Back